# Körsbärsbryum
Körsbärsbryum (Bryum blindii) är en växtart som beskrevs av Bruch och W. P. Schimper in B.S.G. 1846. Körsbärsbryum ingår i släktet bryummossor, och familjen Bryaceae. Enligt den svenska rödlistan är arten nära hotad i Sverige. Arten förekommer i Götaland, Gotland, Öland, Svealand och Nedre Norrland. Artens livsmiljö är jordbrukslandskap, stadsmiljö. Inga underarter finns listade i Catalogue of Life.